# Saint-Loup-de-Naud
Saint-Loup-de-Naud település Franciaországban, Seine-et-Marne megyében. Lakosainak száma 859 fő (2022. január 1.). Saint-Loup-de-Naud La Chapelle-Saint-Sulpice, Lizines, Longueville, Maison-Rouge, Sainte-Colombe, Savins és Vulaines-lès-Provins községekkel határos.

## Népesség
A település népessége az elmúlt években az alábbi módon változott:
| Lakosok száma | 887  | 887  | 897  | 882  | 879  | 874  | 871  | 869  | 859  |
|               | 2013 | 2015 | 2016 | 2017 | 2018 | 2019 | 2020 | 2021 | 2022 |